# Ace Frehley
Ace Frehley, właśc. Paul Daniel Frehley (ur. 27 kwietnia 1951 w Nowym Jorku) – amerykański gitarzysta rockowy, wokalista, były muzyk zespołu Kiss. Tworzy pod wpływem muzyki Jimiego Hendriksa.
Frehley grał w Kiss w latach 1973–1982 po odejściu z zespołu rozpoczął karierę w zespole Frehley’s Comet, nagrywając z nim łącznie 4 płyty. Do Kiss wrócił ponownie i grał od 1996 do 2002. Podczas grania ze swoją pierwszą grupą Kiss nagrał 2 solowe płyty. W zespole Kiss przybrał postać „Space-Ace’a”, następnie „Spacemana”. W przeszłości artysta miał kłopoty z nadużywaniem alkoholu, co było powodem wielu sprzeczek wewnątrz zespołu Kiss. W 2009 roku wystąpił w ramach trasy „Dark Horse Tour” z zespołem Nickelback, gdzie wraz z Kroegerem grał na gitarze w utworze „Highway to Hell” z repertuaru AC/DC.
W 2004 roku muzyk wraz z Paulem Stanleyem został sklasyfikowany na 14. miejscu listy 100 najlepszych gitarzystów heavymetalowych wszech czasów według magazynu Guitar World.

## Publikacje
- Ace Frehley, Joe Layden, No Regrets, 2012, VH1 Books, ISBN 978-1-4516-1395-7.

## Dyskografia
Albumy studyjne
| Ace Frehley                 | - Data: 18 września 1978 - Wydawca: Casablanca Records      | 26  | 34 | –  | –  | –  | - USA: platynowa płyta - CAN: złota płyta |
| Trouble Walkin              | - Data: 13 września 1989 - Wydawca: Atlantic Records        | 102 | –  | –  | –  | –  |                                           |
| Anomaly                     | - Data: 15 września 2009 - Wydawca: Bronx Born Records      | 27  | –  | –  | –  | –  |                                           |
| Space Invader               | - Data: 19 sierpnia 2014 - Wydawca: Entertainment One Music | 9   | 16 | 42 | 30 | –  |                                           |
| Origins, Vol. 1             | - Data: 6 maja 2016 - Wydawca: Entertainment One Music      | 23  | 35 | 54 | 44 | 51 |                                           |
| „–” album nie był notowany. |                                                             |     |    |    |    |    |                                           |

Kompilacje
| Tytuł              | Dane dot. albumu                                      |
| ------------------ | ----------------------------------------------------- |
| 12 Picks           | - Data: 8 kwietnia 1997 - Wydawca: Megaforce Records  |
| Loaded Deck        | - Data: 20 stycznia 1998 - Wydawca: Megaforce Records |
| Greatest Hits Live | - Data: 24 stycznia 2006 - Wydawca: Megaforce Records |

## Filmografia
| Tytuł                                                              | Rok  | Rola           | Uwagi                                        | Źródło |
| ------------------------------------------------------------------ | ---- | -------------- | -------------------------------------------- | ------ |
| „KISS Meets the Phantom of the Park”                               | 1978 | jako Space Ace | film fabularny, reżyseria: Gordon Hessler    | [ 16 ] |
| „Miscellaneous Shit: Behind the Scenes of 'Detroit Rock City'”     | 1999 | jako on sam    | film dokumentalny, produkcja: Mark Rance     | [ 17 ] |
| „Porn Star: The Legend of Ron Jeremy”                              | 2001 | jako on sam    | film dokumentalny, reżyseria: Scott J. Gill  | [ 18 ] |
| „You Wanted the Best... You Got the Best: The Official Kiss Movie” | 2016 | jako on sam    | film dokumentalny, reżyseria: Alan G. Parker | [ 19 ] |